# Flughafen Uberlândia

i8
i11
i13

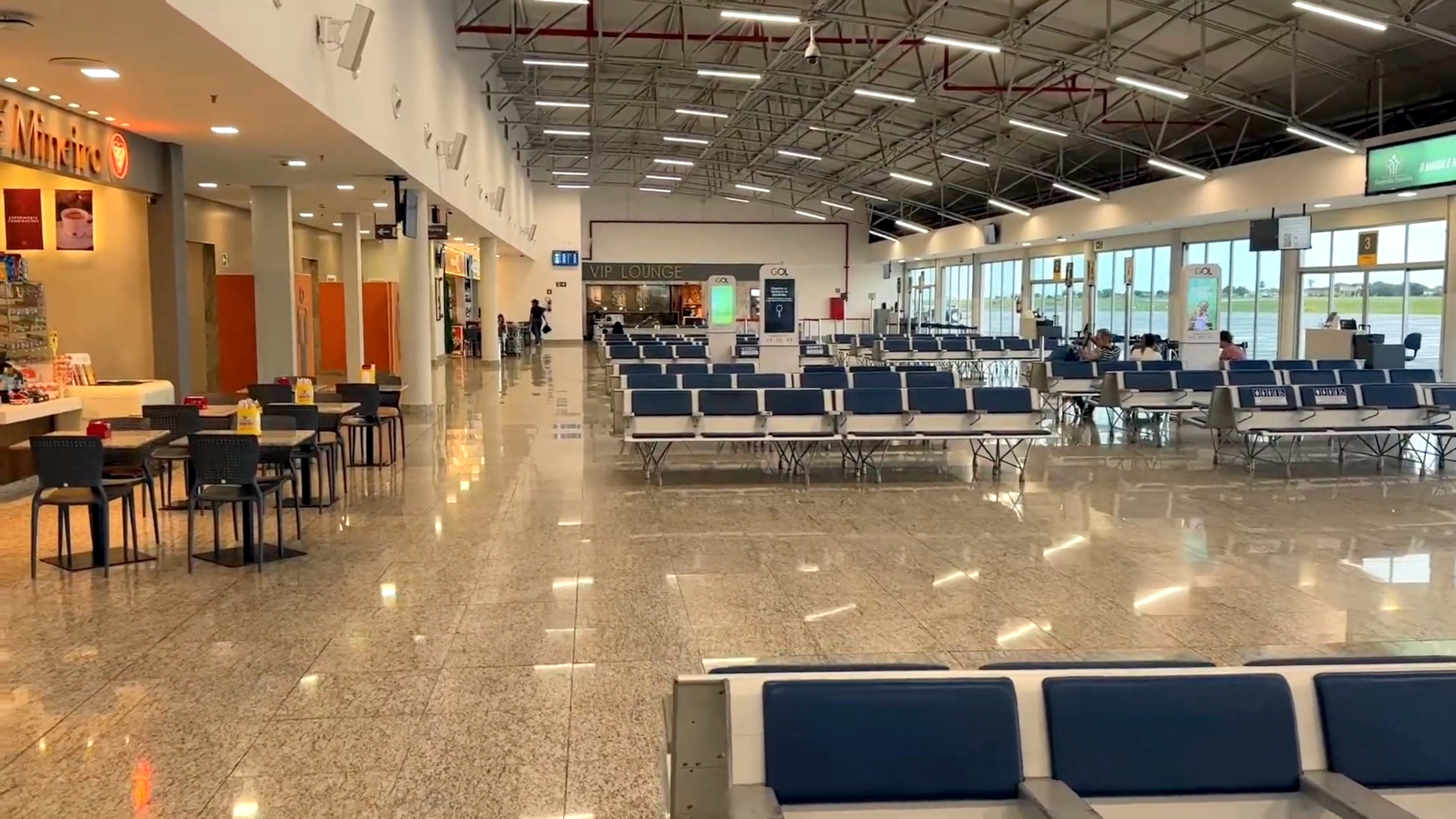
Abflughalle des Flughafens Uberlândia

Der Flughafen Uberlândia (portugiesisch Aeroporto de Uberlândia - Tenente Coronel Aviador César Bombonato; IATA-Code: UDI, ICAO-Code: SBUL) ist ein öffentlicher Flughafen 8 km von Uberlândia, Minas Gerais, Brasilien entfernt.

## Flughafendaten
Der Flughafen hat eine Asphaltpiste mit 2100 m Länge und 45 m Breite, liegt auf einer Seehöhe von 943 m und hat eine Fläche von 186 ha. Das Passagierterminal umfasst 4733 m². Der Flughafen hat eine Passagierkapazität von 2,4 Mio.

## Geschichte
In den 1930er Jahren wurden die ersten Einrichtungen auf dem Eduardo Gomes Aviation Field eingeweiht. Die Initiative zur Einrichtung des Flugplatzes ging von einer Gruppe von Pionieren aus Überlandia aus, wie Antônio Marincek, Geschäftsmann, Pilot und Besitzer eines Taylorcraft-Flugzeugs, mit dem er die Marinceck Aviation School gründete und damit zum Vorläufer der Luftfahrt in der Stadt wurde. Am 10. Mai 1935 landete der Fliegerleutnant Doorgal Borges, einer der Pioniere der brasilianischen Militärluftfahrt, an Bord eines Waco-26-Flugzeugs des Luftfahrtministeriums zum ersten Mal offiziell auf der Landebahn des Flugplatzes. Die ersten Fluggesellschaften, die den Flughafen nutzten, waren Viação Aérea São Paulo (Vasp), Real Aerovias, Lloyd Aéreo Boliviano und Viação Aérea Rio-Grandense (Varig).
Der Flughafen Aeroporto de Uberlândia wurde offiziell am 23. Juli 1953 eröffnet.
Die brasilianische Flughafeninfrastrukturgesellschaft (Infraero) übernahm 1980 die Verwaltung des Flughafens Uberlândia. Im Jahr 2001 wurde der Name in Uberlândia Airport Lieutenant Colonel Aviator César Bombonato geändert, zu Ehren des in Uberlândia geborenen und 1998 verstorbenen Militärfliegers.
Im August 2022 wurde die Konzession für den Betrieb des Flughafens an das spanische Unternehmen Aena erteilt.

## Flugbetrieb
Im Jahr 2018 wurden 1,1 Mio. Passagiere transportiert, 1207 t Fracht im Jahr 2017.
LATAM Brasil, Azul Linhas Aéreas, Gol Linhas Aéreas und VoePass Linhas Aéreas sind die wichtigsten Fluggesellschaften, ⁣⁣die den Flughafen bedienen.

## Zwischenfälle
- 28. Februar 1952: Eine Douglas DC-3A-393 der Panair do Brasil mit dem Luftfahrzeugkennzeichen PP-PCN flog vom Rio de Janeiro-Santos Dumont über Uberlândia nach Goiânia. Uberlândia war der erste geplante Zwischenstopp des Fluges. Beim Durchstarten am Flughafen Uberlândia streifte die Maschine Bäume. Das Flugzeug stürzte ab. Von den 31 Insassen kamen 9 ums Leben, drei Besatzungsmitglieder und 6 Passagiere.[6]